# 奧德爾斯庫爾 (北卡羅萊納州)
奧德爾斯庫爾（英語：Odell School）是位於美國北卡羅萊納州卡貝勒斯縣的非建制地區。

## 地理
奧德爾斯庫爾所處的海拔為高於海平面215米（即705英呎），而該地所採用的時區為UTC-5，即北美东部时区（EST）。同時該地設有夏令時間，為UTC-5調快一小時，即UTC-4（EDT）。